# Parafia św. Bartłomieja Apostoła w Piotraszewie
Parafia świętego Bartłomieja Apostoła w Piotraszewie – parafia rzymskokatolicka znajdująca się w archidiecezji warmińskiej, w dekanacie Orneta.